# Xã Keene, Quận Coshocton, Ohio
Xã Keene (tiếng Anh: Keene Township) là một xã thuộc quận Coshocton, tiểu bang Ohio, Hoa Kỳ. Năm 2010, dân số của xã này là 1.690 người.